# Lorenzo Silva

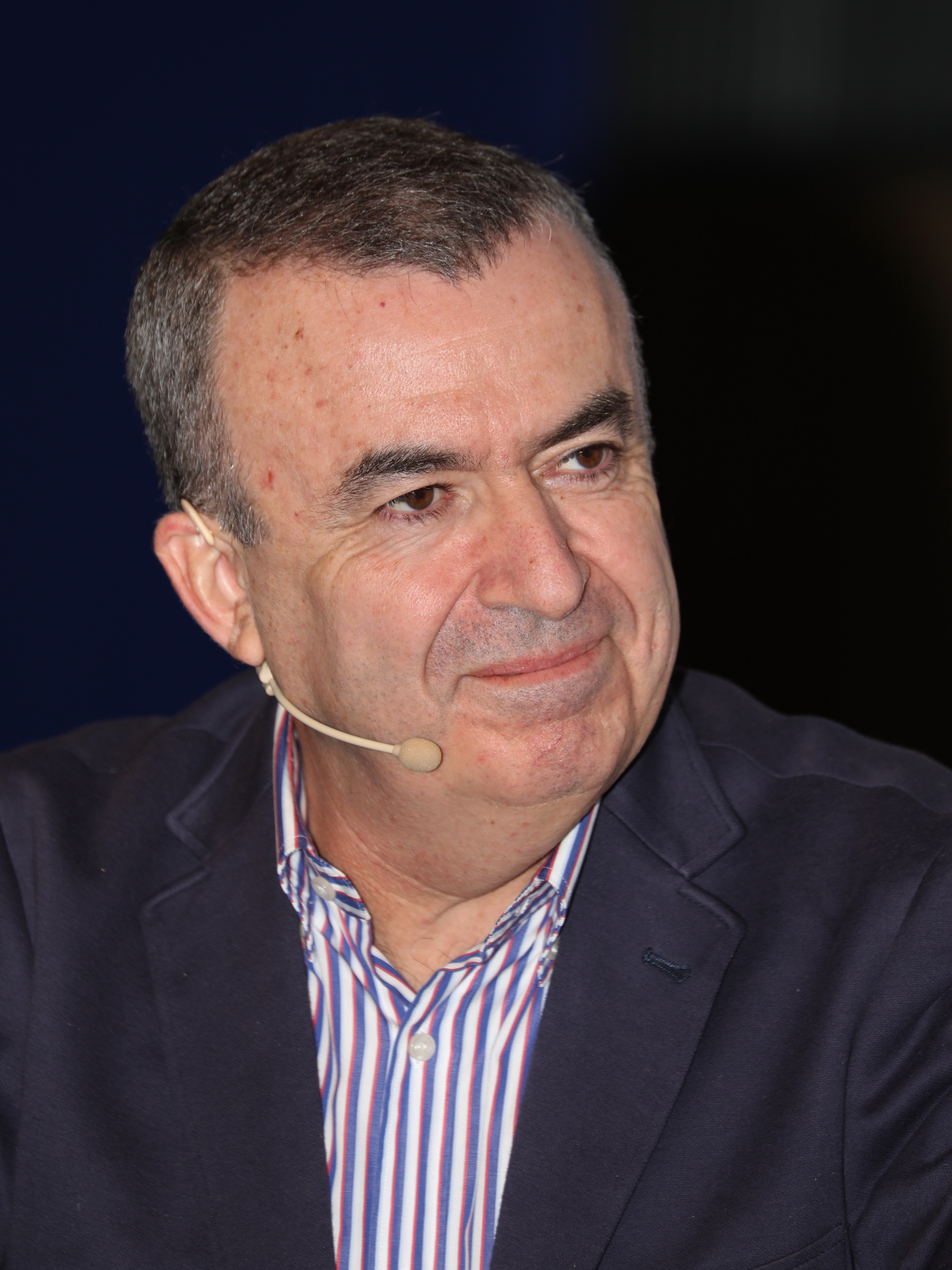
Lorenzo Silva (2023)

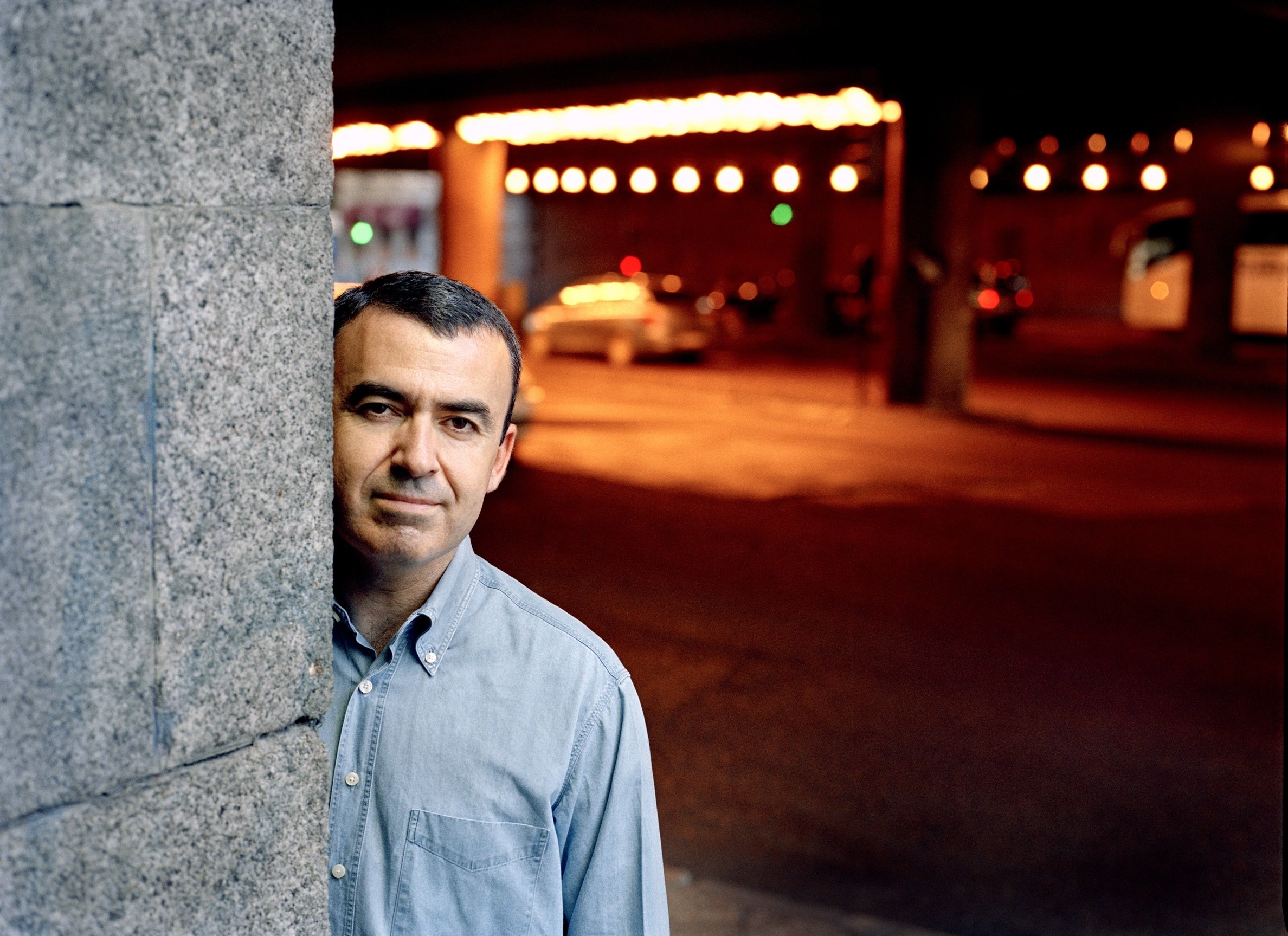
Lorenzo Silva (2007)

Lorenzo Silva (geboren 7. Juni 1966 in Carabanchel, Madrid) ist ein spanischer Schriftsteller von Kriminalromanen und Kinderbüchern.

## Leben
Lorenzo Silva wuchs in Madrid auf und studierte Jura an der Universität Complutense Madrid. Bis zum Jahr 2002 arbeitete er als Rechtsanwalt, seither als Schriftsteller.
Der 1995 geschriebene Roman La flaqueza del Bolchevique wurde 1997 für den Nadal-Literaturpreis nominiert, das Buch wurde 2004 verfilmt und das Drehbuch für den Filmpreis Goya nominiert. Die englische Übersetzung erschien 2013, der Schluss des Stalker-Themas sei nichts für zartbesaitete Leser, urteilte der Spanienexperte des englischen Feuilletons Julius Purcell.
Im Jahr 2000 erhielt Silva dann für El alquimista impaciente den Nadal-Literaturpreis. Das Buch wurde 2002 verfilmt. In dem Roman erscheinen die Guardia Civil-Beamten Sergeant Rubén Bevilacqua und Corporal Virginia Chamorro, die auch in anderen Romanen auftreten und sich in Spanien zu einer Marke entwickelt haben. Silva wurde schließlich 2010 die Ehrenmitgliedschaft der Guardia Civil angetragen. Silva erhielt außerdem 1998 den Ojo-Crítico-Preis,  2004 den Primavera-Preis und 2010 den Algaba-Preis. 2012 erhielt Silva für den siebten Band La marca del meridiano der Bevilacqua-Reihe den Premio Planeta.
Silva schreibt seit Anbeginn auch Kinderbücher und schreibt auch über literaturtheoretische und gesellschaftliche Fragen.

## Werke (Auswahl)
Romane, Kurzgeschichten
- Noviembre sin violetas. 1995
- La sustancia interior. 1996
- La flaqueza del bolchevique. 1997
- El lejano país de los estanques. 1998 (Bevilacqua)
  - Tödlicher Strand : Roman Ein Mallorca-Krimi. Übersetzung Claudia Wuttke. München : Goldmann, 2003, ISBN 3-442-45629-0
- El ángel oculto. 1999
- El urinario. 1999
- El alquimista impaciente. 2000 (Bevilacqua)
- El nombre de los nuestros. 2001
- La isla del fin de la suerte. 2001
- La niebla y la doncella. 2001 (Bevilacqua)
- Carta blanca. 2002
- El déspota adolescente. 2003
- Nadie vale más que otro: Cuatro asuntos de Bevilacqua. 2004
- La reina sin espejo. 2005 (Bevilacqua)
- Muerte en el "reality show". 2007
- El blog del inquisidor. 2008
- La estrategia del agua. (Bevilacqua)
- Niños feroces. 2011
- La marca del meridiano. 2012 (Bevilacqua)
- El hombre que destruía las ilusiones de los niños. 2013, 21 Kurzgeschichten
- Historia de una piltrafa. 2014, 3 Kurzgeschichten
- Los cuerpos extraños. 2014 (Bevilacqua)
- Música para feos. 2015
- Nada sucio. 2016, mit Noemí Trujillo
- Todo por amor. 2016, 103 Kurzgeschichten
- Donde los escorpiones. 2016 (Bevilacqua)
- Recordarán tu nombre. 2017
- Tantos lobos. 2017, 4 Kurzgeschichten (Bevilacqua)
- Lejos del corazón. 2018 (Bevilacqua)
- Si esto es una mujer. 2019, mit Noemí Trujillo (Serie Inspektor Manuela Mauri)
- Y te irás de aquí. 2020, unter dem Pseudonym Patricia Kal
- El mal de Corcira. 2020 (Bevilacqua)
- Una pésima idea. 2021, Kurzgeschichte
- Castellano. 2021
- La llama de Focea. 2022 (Bevilacqua)
- La forja de una rebelde. 2022, mit Noemí Trujillo (Serie Inspektor Manuela Mauri)
- Nadie por delante. 2022, 42 Kurzgeschichten
- Púa. (2023)
- La innombrable. 2024, mit Noemí Trujillo (Serie Inspektor Manuela Mauri)

Kinder- und Jugendbücher
- Algún día, cuando pueda llevarte a Varsovia. 1997
- El cazador del desierto. 1998
- La lluvia de París. 2000
- Laura y el corazón de las cosas. 2002
- Los amores lunáticos. 2002
- Mit Violeta Monreal: Pablo y los malos. 2006
- La isla del tesoro. Nach Die Schatzinsel. 2007
- Mi primer libro sobre Albéniz. 2008
- Albéniz, el pianista aventurero. 2008
- El videojuego al revés. 2009
- Suad. 2013, mit Noemí Trujillo

allgemeine Literatur
- Viajes escritos y escritos viajeros. 2000
- Del Rif al Yebala: Viaje al sueño y la pesadilla de Marruecos. 2001
- Líneas de sombra: Historias de criminales y policías. 2005
- En tierra extraña, en tierra propia: Anotaciones de viaje. 2006
- Mit Luis Miguel Francisco: Y al final, la guerra: La aventura de los soldados españoles en Irak. 2006
- El Derecho en la obra de Kafka : una aproximación fragmentaria. 2008
- Mit Manuel Martín Cuenca: La flaqueza del bolchevique. Drehbuch und Texte zum Film. 2008
- Sereno en el peligro: La aventura histórica de la Guardia Civil. 2010
- Los trabajos y los días. 2012
- Todo suena. 2012
- Siete ciudades en África: Historia del Marruecos español. 2013